# Heterocarpus gibbosus
Heterocarpus gibbosus är en kräftdjursart som beskrevs av Charles Spence Bate 1888. Heterocarpus gibbosus ingår i släktet Heterocarpus och familjen Pandalidae. Inga underarter finns listade i Catalogue of Life.